# 단월초등학교
단월초등학교는 충청북도 충주시 단월동에 있는 공립 초등학교이다.

## 학교 연혁
- 1946년 10월 1일 단월공립국민학교(2학급) 개교(설립인가 9월 1일)
- 1984년 3월 1일 병설유치원 인가
- 1996년 3월 1일 단월초등학교로 개명
- 2019년 2월 15일 제68회 졸업(9명) 총5,529명
- 2019년 3월 1일 6학급 편성(유치원 1학급)
- 2020년 2월 13일 제69회 졸업(4명) 총5,533명
- 2020년 3월 1일 6학급 편성(유치원 1학급)
- 2020년 3월 1일 제34대 한대현 교장 부임

## 참고 자료
- 단월초등학교 - 한국교육학술정보원 학교알리미